# Operação Carne Moída
A Operação Carne Moída (em inglês: Operation Mincemeat) foi uma operação de desinformação na Segunda Guerra Mundial com o objetivo de disfarçar a invasão Aliada da Sicília em 1943. Membros da Serviço de Segurança Britânico obtiveram o corpo de Glyndwr Michael, um mendigo que morreu depois de comer raticida, vestindo-o como um oficial dos Fuzileiros Reais e colocando itens pessoais que o identificavam como o fictício capitão (major em exercício) William Martin. Também foram colocadas correspondências falsas que sugeriam que os Aliados planejavam invadir a Grécia e a Sardenha, enquanto a Sicília era apenas o alvo de uma distração.
A Operação Carne Moída, parte da mais ampla Operação Barclay, foi baseada no "Memorando da Truta" de 1939, escrito pelo contra-almirante John Henry Godfrey, o diretor da Divisão de Inteligência Naval, e por seu assistente pessoal, o tenente-comandante Ian Fleming. O plano foi aprovado por Winston Churchill, o primeiro-ministro do Reino Unido, e pelo general estadunidense Dwight D. Eisenhower, o comandante das operações militares no Mar Mediterrâneo. O corpo foi transportado para o litoral sul da Espanha por um submarino e jogado perto de Huelva, onde foi encontrado pela manhã por pescadores locais. O nominalmente neutro governo espanhol compartilhou cópias dos documentos com a Abwehr, o serviço de inteligência militar alemão, em seguida devolvendo os originais aos britânicos. Exames forenses mostraram que eles tinham sido lidos, enquanto transmissões decodificadas mostraram que os alemães caíram na enganação. Reforços militares foram transferidos para a Grécia e Sardenha antes e durante a invasão da Sicília.
Não se sabe o efeito total da Operação Carne Moída, mas a Sicília foi libertada mais rapidamente do que antecipado e as baixas foram menores do que previstas. Os eventos foram retratados no romance Operation Heartbreak de 1950, escrito pelo ex-ministro Duff Cooper. Três anos depois, Ewen Montagu, um dos oficiais que planejou e realizou a Operação Carne Moída, escreveu um livro próprio. Este serviu de base para o filme The Man Who Never Was de 1956. Um segundo filme, Operation Mincemeat, foi lançado em 2021.

## Antecedentes

### Inspirações

John Henry Godfrey, em cujo nome o Memorando da Truta foi circulado

O contra-almirante John Henry Godfrey, o diretor da Divisão de Inteligência Naval, começou a circular em 20 de setembro de 1939, algumas semanas depois do início da Segunda Guerra Mundial, o "Memorando da Truta", documento que comparava a enganação de um inimigo em guerra com pesca com mosca. O autor e jornalista Ben Macintyre comentou que apesar do memorando ter sido publicado sob o nome de Godfrey, ele "trazia todas as marcas registradas do... tenente-comandante Ian Fleming", seu assistente pessoal. O documento continha sugestões de esquemas para serem usados contra o Eixo a fim de atrair submarinos e navios de superfície para campos minados. A vigésima oitava sugestão tinha o título de "Uma Sugestão (uma não muito boa)"; era a ideia de implantar documentos enganadores em um corpo que seria encontrado pelo inimigo:
| “ | A seguinte sugestão é usada em um livro de Basil Thomson: um corpo vestido como um aviador, com despachos em seus bolsos, pode ser jogado no litoral, supostamente de um paraquedas que falhou. Compreendo que não há dificuldades de se obter corpos no Hospital Naval, porém, é claro, teria de ser um fresco. | ” |

A ideia de deliberadamente implantar documentos falsos para serem encontrados pelo inimigo não era nova; conhecida como Ardil da Mochila, tinha sido praticada na Primeira e Segunda Guerras Mundiais. Um corpo foi colocado em um carro explodido em um campo minado na frente da 90ª Divisão de Infantaria Leve alemã em agosto de 1942, antes da Batalha de Alam Halfa. No corpo estava um mapa que supostamente mostrava campos minados britânicos; os alemães usaram esse mapa e seus tanques foram direcionados para áreas de areia macia, onde atolaram.
Uma aeronave voando do Reino Unido para Gibraltar caiu perto de Cádis, na Espanha, em setembro de 1942. Todos a bordo morreram, incluindo o tenente James Hadden Turner, um estafeta levando documentos secretos, e um agente francês. Os documentos de Turner incluíam uma carta do major-general estadunidense Mark W. Clark, o Vice-Comandante das Forças Expedicionárias Aliadas, para o tenente-general britânico Noel Mason-MacFarlane, o governador de Gibraltar, informando que o general estadunidense Dwight D. Eisenhower, o Supremo Comandante Aliado, chegaria na véspera da "data alvo" para a Operação Tocha, 4 de novembro. O corpo de Turner foi parar em uma praia perto de Tarifa e recuperado pelos espanhóis. A carta ainda estava com o corpo quando foi devolvido ao Reino Unido e técnicos determinaram que o documento não tinha sido lido. Outras fontes estabeleceram que o caderno do agente francês fora copiado pelos alemães, mas estes acharam que era desinformação. Aos planejadores britânicos foi mostrado que materiais obtidos pelos espanhóis estavam sendo repassados aos alemães.

### Inteligência britânica

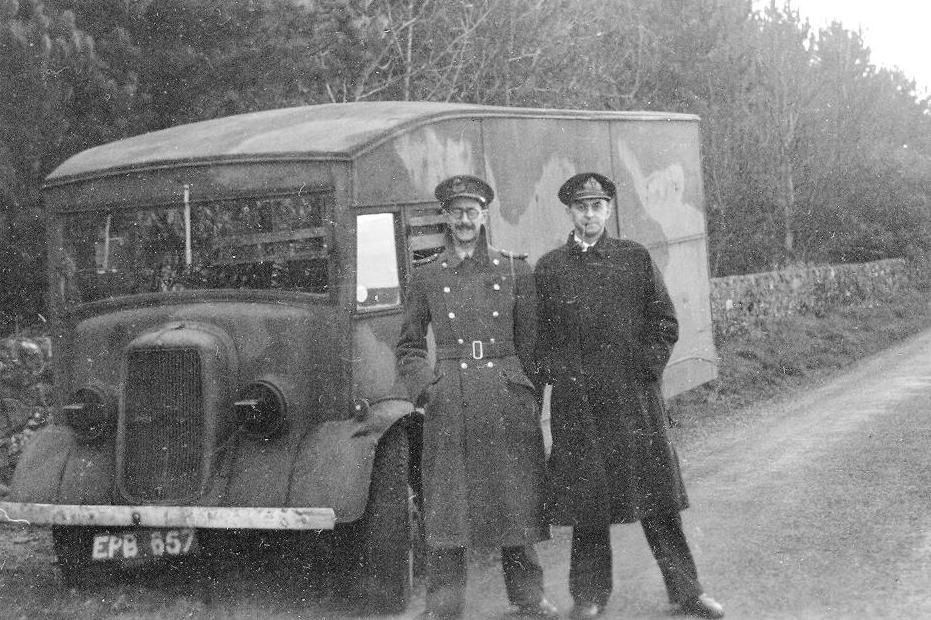
Cholmondeley e Montagu levando o corpo em 17 de abril de 1943

O oficial de inteligência britânico Charles Cholmondeley, um mês depois do acidente de Turner, delineou sua variação do plano do Memorando da Truta. O codinome era Cavalo de Troia em homenagem ao Cavalo de Troia da Guerra de Troia. O plano era:
| “ | Um corpo é obtido de um dos hospitais de Londres ... Os pulmões são enchidos com água e documentos colocados no bolso. O corpo é então jogado por uma aeronave do Comando Costeiro ... Ao ser achado, a suposição na mente do inimigo pode ser que uma de nossas aeronaves foi abatida ou forçada a pousar e que este é um de seus passageiros. | ” |

Cholmondeley era um tenente de voo da Força Aérea Real que tinha sido destacado para trabalhar no Serviço de Segurança, a agência de segurança e contraespionagem doméstica britânica. Ele tinha sido nomeado secretário do Comitê Vinte, uma pequena equipe de inteligência interserviço e interdepartamental encarregada dos agentes duplos britânicos. O Comitê Vinte recusou o plano de Cholmondeley em novembro de 1942 por ser considerado impraticável, mas mesmo assim achou que existia potencial na ideia. Como o plano tinha uma conexão naval, John Cecil Masterman, o presidente do comitê, designou Ewen Montagu, o representante naval, para trabalhar com Cholmondeley e desenvolver melhor a ideia. Montagu, um advogado em tempos de paz e Conselheiro do Rei que tinha se voluntariado no começo da guerra, trabalhava na Divisão de Inteligência Naval sob Godfrey administrando a NID 17(M), um sub-ramo que lidava com trabalhos de contraespionagem. Godfrey também tinha nomeado Montagu para supervisionar todas as enganações navais envolvendo agentes duplos. Montagu, como parte de seus deveres, tinha sido instruído sobre a necessidade de operações de enganação com o objetivo de ajudar nos objetivos de guerra Aliados nas iminentes operações de invasão no Mar Mediterrâneo.

### Situação militar

Localização da Sicília no Mediterrâneo

Os Aliados conquistaram sucesso na Campanha Norte-Africana no final de 1942, assim os planejadores militares transferiram sua atenção para o alvo seguinte. Os britânicos consideravam que uma invasão da França a partir do Reino Unido só seria possível de ser montada em 1944 e o primeiro-ministro Winston Churchill queria usar as forças Aliadas reunidas no Norte da África para atacar a "barriga macia" da Europa. Existiam dois possíveis alvos de ataque. A primeira opção era a ilha italiana da Sicília, cujo controle permitiria abriria o Mediterrâneo para navios Aliados e permitiria uma invasão da Europa continental por meio da Itália. A segunda opção era a Grécia e os Bálcãs, prendendo as forças alemãs entre os invasores anglo-americanos e os soviéticos. Os Aliados concordaram em janeiro de 1943 na Conferência de Casablanca que o alvo seria a Sicília, codinome Operaçãp Husky, e foi determinado que a invasão deveria ocorrer até julho. Os planejadores ficaram preocupados que a Sicília era uma escolha óbvia – Churchill supostamente afirmou que "Todo mundo, menos um idiota, saberia que é a Sicília" – e que o acúmulo de recursos para a invasão seria detectado.
O ditador alemão Adolf Hitler estava preocupado com uma invasão dos Bálcãs, pois a área era a fonte de matérias-primas usadas na indústria bélica alemã, incluindo cobre, bauxita, cromo e petróleo. Os Aliados sabiam dos temores de Hitler e lançaram a Operação Barclay, uma operação de desinformação para manipular esses medos e enganar os alemães em acharem que os Bálcãs eram o objetivo, desviando recursos da Sicília. A desinformação reforçou o pensamento estratégico alemão sobre o provável alvo britânico. Os Aliados, para reforçarem a desinformação, estabeleceram um quartel-general no Cairo, no Egito, para uma formação ficcional, o Décimo Segundo Exército, formado por doze divisões. Manobras militares foram realizadas na Síria, com os números inflados por tanques e blindados de mentira para enganar observadores. Intérpretes gregos foram recrutados e mapas e dinheiro gregos armazenados. Comunicações falsas sobre movimentações de tropa foram gerados do quartel-general do Décimo Segundo Exército, enquanto o posto de comando Aliado em Túnis, na Tunísia, o quartel-general da invasão da Sicília, reduziu suas transmissões de rádio ao usar telefones fixos sempre que possível.

## Desenvolvimento

### Praticidade e corpo

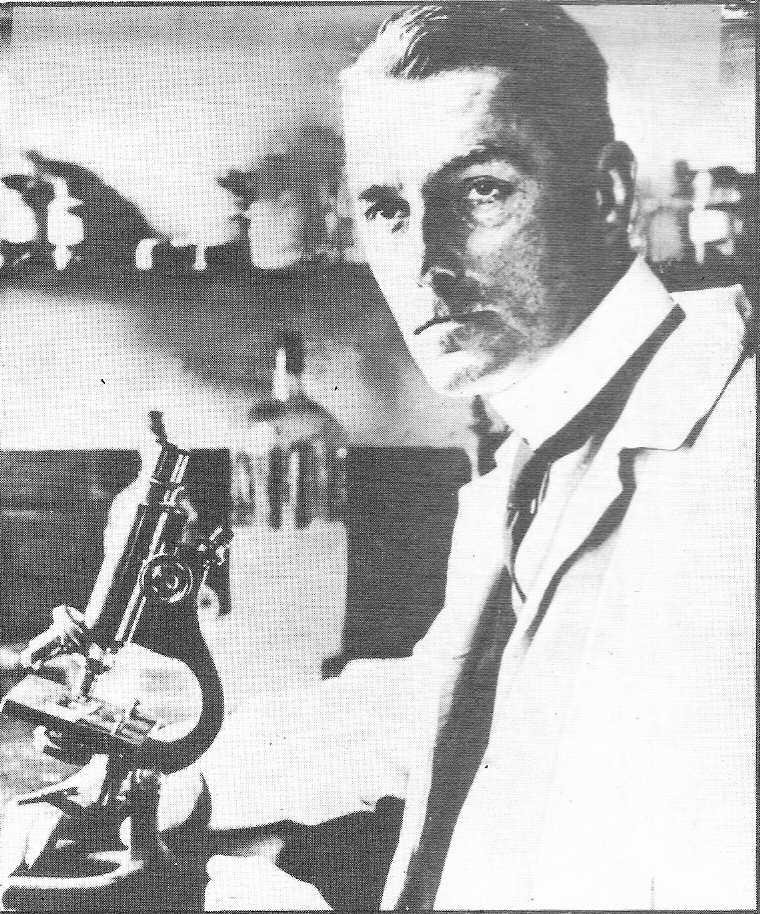
Sir Bernard Spilsbury, patologista que prestou ajuda para a operação

Montagu e Cholmondeley tiveram a assistência do major Frank Foley, um representante do Serviço Secreto de Inteligência, enquanto analisavam as praticidades do plano. Montagu falou com o patologista sir Bernard Spilsbury para determinar que tipo de corpo precisariam e quais os fatores a ser levados em conta para enganar um patologista espanhol. Spilsbury contou que aqueles que sofriam acidentes aéreos morriam de choque, não afogamento, desta forma os pulmões não necessariamente estariam cheios d'água. Ele também comentou que "Espanhóis, como Católicos Romanos, são aversos a autópsias e não as realizam a menos que a causa de morte seja de grande importância". Spilsbury aconselhou que uma pessoa poderia ter sofrido de diferentes causas de morte que poderiam ser mal interpretados em uma autópsia. Montagu depois escreveu:
| “ | Se a autópsia fosse feita por alguém que tivesse a ideia preconcebida que a morte foi provavelmente por afogamento, havia pouca probabilidade de que a diferença entre esse líquido, nos pulmões que começavam a se decompor, e a água do mar fosse notada. | ” |

Isto significava não apenas que eles tinham uma chance maior de sucesso do que anteriormente pensado, mas também que existiriam um número maior de corpos potencialmente disponíveis para seleção quando chegasse a hora. Montagu discutiu a possibilidade de conseguir um corpo com o doutor Bentley Purchase, o médico legista do Distrito Norte de Londres, que lhe disse que existiriam dificuldades práticas e legais: "Eu acho que corpos são as únicas mercadorias que não estão em falta no momento, [mas] mesmo com corpos por todo lugar, cada um precisa ser contabilizado". Purchase prometeu procurar um corpo adequado que não tivesse parentes que pudessem reivindicá-lo para um enterro.
Purchase entrou em contato com Montagu em 28 de janeiro de 1943 dizendo que tinha localizado um corpo adequado, provavelmente aquele de Glyndwr Michael, um mendigo galês que morreu em Londres depois de comer um raticida que continha fósforo. Purchase informou Montagu e Cholmondeley que a pequena quantidade de veneno no organismo não seria identificada em um corpo que supostamente estava flutuando no mar por vários dias. Montagu comentou que o corpo malnutrido de Michael não parecia em forma para um oficial de campo, mas Purchase lhe disse que "ele não precisa parecer um oficial, apenas um oficial de estado-maior" mais acostumado com trabalho burocrático. O médico concordou em manter o corpo no refrigerador do necrotério a uma temperatura de quatro graus Celsius; mais frio do que isto e a carne congelaria, o que ficaria óbvio depois do corpo degelar. Ele avisou Montagu e Cholmondeley que o corpo precisava ser usado em até três meses, depois do qual se decomporia além da utilidade.

#### Identidade
Montagu se recusou a identificar o indivíduo e o descreveu apenas como "um tanto imprestável, e a única coisa notável que chegou a fazer ele fez depois de sua morte". Roger Morgan, um historiador amador, descobriu evidências em 1996 no Escritório de Registros Públicos que identificavam o corpo como Michael. Uma teoria alternativa sobre a identidade do corpo sugere que ele era um dos 379 tripulantes mortos do porta-aviões de escolta HMS Dasher, que afundou em março de 1943 após uma explosão interna. O historiador militar Denis Smyth descartou esta teoria e destacou que os documentos oficiais da Operação Carne Moída afirmam que o corpo era de Michael.

### Nova identidade
Montagu selecionou o codinome Carne Moída a partir de uma lista de possibilidades disponíveis. Montagu e Cholmondeley entregaram ao Comitê Vinte seus planos em 4 de fevereiro de 1943, sendo uma modificação do plano Cavalo de Troia anterior. O plano de Carne Moída era colocar documentos no corpo e então flutuá-lo perto do litoral da Espanha, cujo governo nominalmente neutro costumava cooperar com a Abwehr, o serviço de inteligência militar alemão. O plano foi avaliado pelo comitê e passado acima na cadeia de comando para estrategistas Aliados mais graduados. Enquanto isso, Montagu e Cholmondeley receberam ordens de continuarem as preparações para a operação.

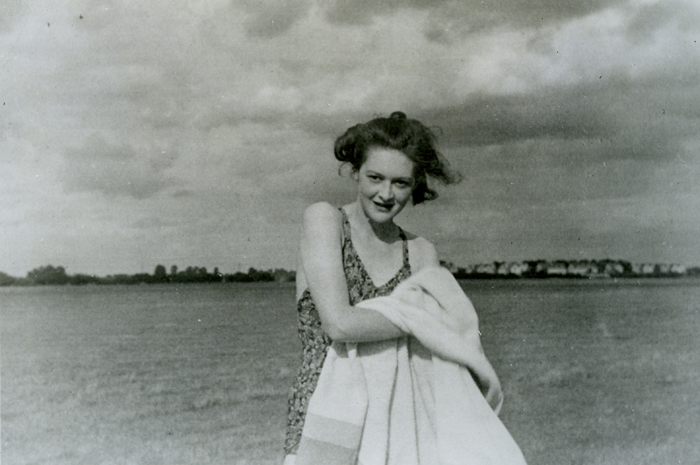
Fotografia de Jean Leslie como a fictícia Pam, a namorada de Martin

Os dois planejadores começaram a criar uma "lenda", uma persona e antepassados ficcionais. A patente e nome escolhidos foram capitão (major em exercício) William Martin, membro dos Fuzileiros Reais e designado para o Quartel-General de Operações Combinadas. O sobrenome Martin foi escolhido porque existiam vários homens com esse nome e mesma patente nos Fuzileiros Reais. Como um fuzileiro naval, Martin estaria sob autoridade do Almirantado, o que facilitaria garantir que todos os inquéritos e mensagens oficiais sobre sua morte fossem redirecionados para a Divisão de Inteligência Naval. Além disso, fuzileiros usariam trajes de batalha, muito mais fáceis de serem obtidos e disponíveis em tamanhos padrão. A parente de major em exercício era graduada o bastante para que lhe fossem confiados documentos importantes, mas não proeminente o bastante para que ele fosse conhecido.
Montagu e Cholmondeley, para reforçarem que Martin era uma pessoa real, criaram detalhes corroborantes para serem levados juntos, algo conhecido em espionagem como uma carteira ou lixo de bolso. Estes incluíam uma fotografia de uma noiva inventada chamada Pam; a imagem era de Jean Leslie, uma atendente do Serviço de Segurança. Duas cartas de Pam também foram incluídas, bem como o recibo de um anel de noivado de diamante custando 53 libras, dez xelins e seis pêni comprado de uma joalharia da Rua Bond. Outras correspondências pessoais também foram incluídas, consistindo de uma carta do fictício pai de Martin – descrito por Macintyre como "pomposo e pedante como só um pai Eduardiano poderia ser" – com uma mensagem do advogado de família, mais uma mensagem do Lloyds Bank exigindo o pagamento de um cheque especial de 79 libras, dezenove xelins e dois pêni. Montagu pediu aos cientistas do Serviço de Segurança que realizassem testes para determinar que tipo de tinta duraria mais tempo na água a fim de garantir que as cartas permanecessem legíveis depois de submersas, com eles criando uma lista de marcas de tinta adequadas, populares e disponíveis.

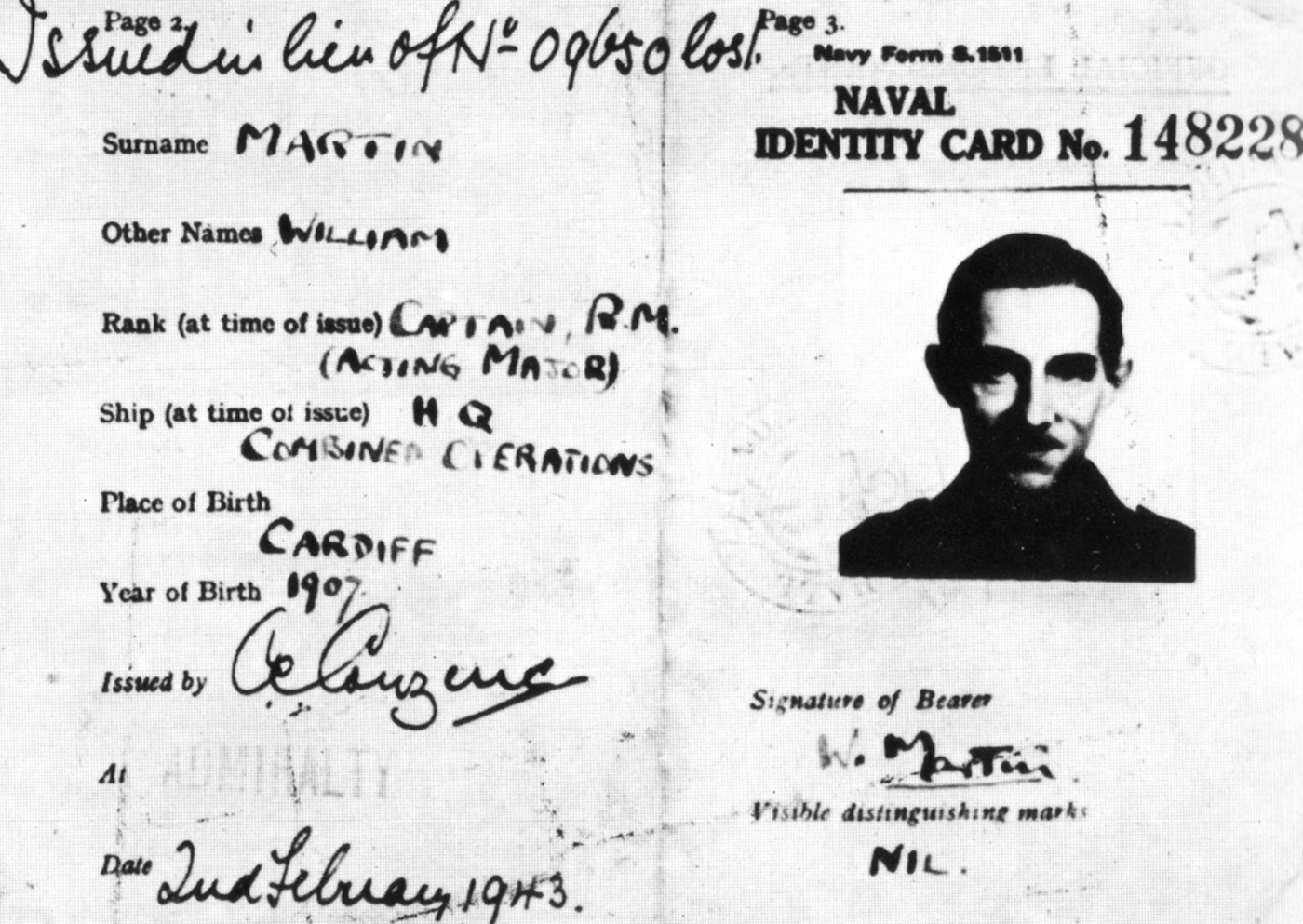
Carteira de identidade de Martin, com uma foto do capitão Ronnie Reed

Outros itens colocados no corpo incluíam um livro de selos, um crucifixo de prata, um medalhão de São Cristóvão, cigarros, fósforos, um lápis, chaves e um recibo de uma camiseta comprada na loja Gieves. Canhotos de ingresso de um teatro de Londres e uma conta de quatro noites de hospedagem no Clube Naval e Militar foram incluídos para darem datas de quando Martin esteve em Londres. Os outros itens também inclusos poderiam ser usados para construir um itinerário de suas atividades entre 18 e 24 de abril.
Foram realizadas tentativas de fotografar o corpo para a carteira de identidade naval de Martin, mas os resultados deixavam óbvio que as imagens eram de um cadáver. Montagu e Cholmondeley fizeram uma pesquisa em busca de pessoas que se parecessem com Michael, encontrando o capitão Ronnie Reed do Serviço de Segurança; ele foi fotografado para a carteira de identidade usando um uniforme dos Fuzileiros Reais. Os três cartões e passes precisavam parecer que não fossem tão novos para um oficial há tanto tempo em serviço, assim foram emitidos como substitutos para originais perdidos. Montagu passou as semanas seguintes esfregando os três cartões nas suas calças para que adquirissem uma aparência usada. Já o uniforme foi usado por Cholmondeley, que tinha um biotipo semelhante, para que também adquirisse uma aparência de usado. A única parte do uniforme que não era emitida pelas forças armadas era a cueca, um item escasso com os racionamentos de guerra, assim foi usada uma cueca de lã que pertencia ao falecido H. A. L. Fisher, o diretor do New College.

### Documentos falsos
Montagu delineou três critérios para os documentos com os planos falsos de invasão dos Bálcãs. Ele disse que o alvo deveria ser identificado clara mas casualmente, que a Sicília e outro local deveriam ser citados e que deveria ser uma correspondência extraoficial que não seria enviada por correio diplomático ou transmissão codificada.
O documento principal era uma carta pessoal do tenente-general Archibald Nye, o vice-chefe do Estado-Maior Geral Imperial – alguém que tinha um grande conhecimento de operações militares em andamento – para o general sir Harold Alexander, o comandante do anglo-americano 18º Grupo de Exército baseado na Argélia e Tunísia, sob o comando geral de Eisenhower. Várias tentativas de esboçar o documento fracassaram porque não geraram algo que fosse considerado natural, então foi sugerido que o próprio Nye deveria escrever a carta para cobrir os pontos exigidos. A carta comentava vários assuntos supostamente secretos, como a condecoração (indesejada) de medalhas estadunidenses Coração Púrpuro para soldados britânicos que serviram junto com forças dos Estados Unidos e a nomeação de um novo comandante para Brigada de Guardas. Montagu achou que o resultado final foi "bem brilhante"; a parte chave da carta dizia:
| “ | Temos informações recentes de que os Boche [alemães] estão reforçando e fortalecendo suas defesas na Grécia e Creta e o C.I.G.S. [Chefe do Estado-Maior Geral Imperial] achou que nossas forças para o ataque eram insuficientes. Foi concordado pelos Chefes do Estado-Maior que a 5ª Divisão deve ser reforçada por um Grupo de Brigada para o ataque na praia ao sul do CABO ARAXOS e que um reforço similar deve ser feito para a 56ª Divisão em CALAMATA. | ” |

A carta em seguida identificou a Sicília e o Dodecaneso como "alvos de disfarce" para os ataques junto com as justificativas de suas escolhas.

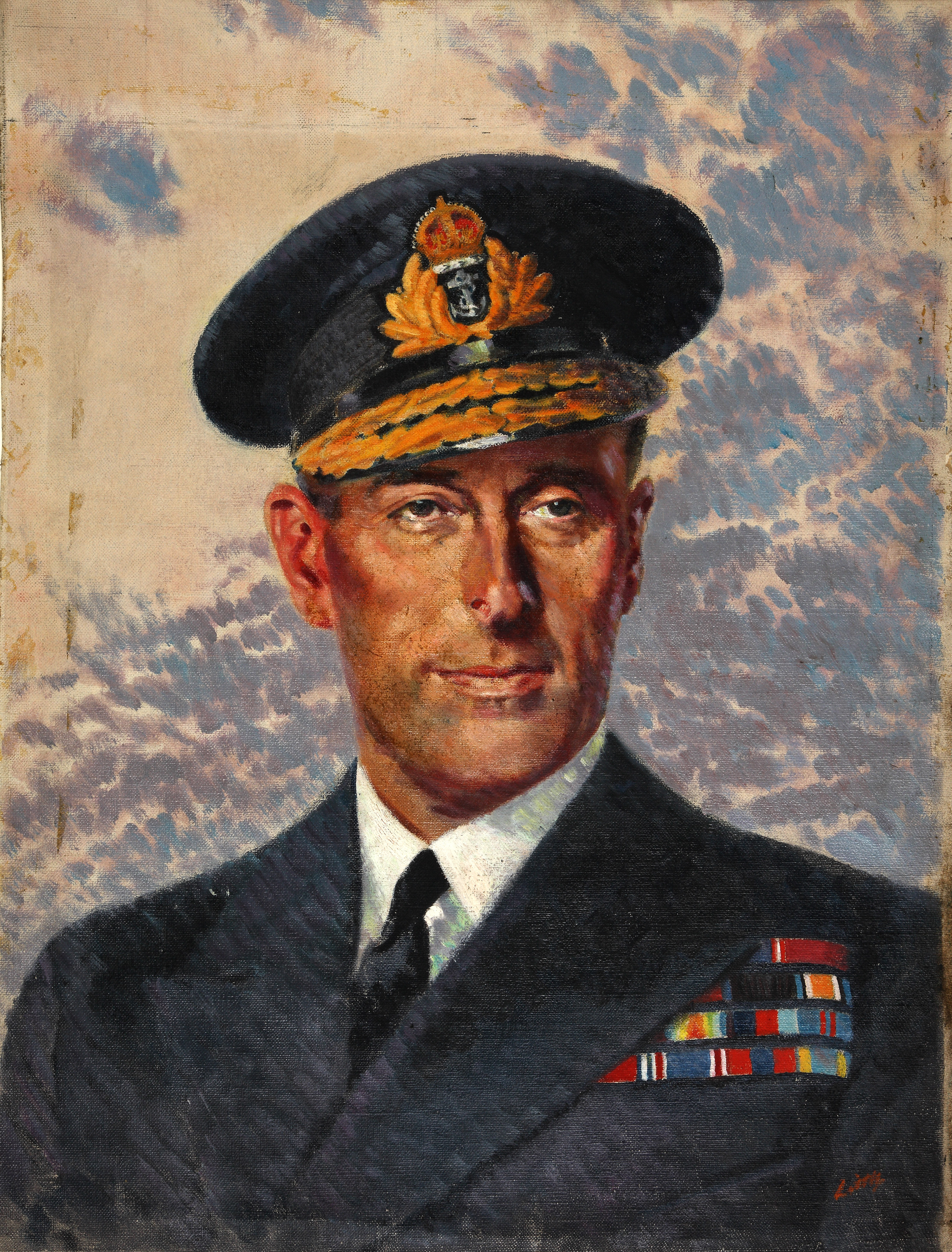
Lorde Louis Mountbatten, o suposto superior de Martin

Também havia uma carta de apresentação de Martin de seu suposto oficial comandante, o vice-almirante lorde Louis Montbatten, o chefe de Operações Combinadas, para o almirante de frota sir Andrew Cunningham, o comandante da Frota do Mediterrâneo e o comandante naval Aliado no Mediterrâneo. Martin, na carta, foi referido como um especialista de guerra anfíbia emprestado "até o ataque terminar". O documento incluía uma piada desajeitada sobre sardinhas, uma adição de Montagu na esperança que os alemães a enxergassem como uma referência a uma planejada invasão da Sardenha. Um único cílio preto foi colocado dentro de carta para determinar se espanhóis ou alemães a tinham aberto.
Montagu achou que haveria um possível "preconceito Católico Romano contra adulterar cadáveres", fazendo com que documentos guardados nos bolsos não fossem encontrados, assim foram colocados em uma maleta oficial impossível de ser ignorada. Como justificativa para levar os documentos em uma maleta, foram adicionadas duas cópias de prova de um panfleto sobre operações combinadas escrito por Hilary Saunders, da equipe de Mountbatten, mais uma carta de Mountbatten para Eisenhower lhe pedindo para escrever um prefácio para a edição estadunidense. Os planejadores inicialmente pensaram em deixar a alça presa na mão, mantida no lugar pelo rigor mortis, mas este provavelmente iria passar e a maleta flutuaria para longe. Desta forma o corpo foi equipado com uma corrente, como aquelas usadas por banqueiros e joalheiros a fim de impedir que suas posses fossem tomadas. A corrente descia discretamente por uma das mangas até a maleta. Montagu achava improvável que um major manteria a maleta presa no pulso durante toda a viagem desde o Reino Unido, assim a corrente foi passada ao redor do cinto do casaco.

### Considerações técnicas
| · HuelvaLocalização de Huelva |

Montagu e Cholmondeley pensaram no local em que o corpo seria entregue. Os dois presumiam que o litoral ocidental da Espanha seria o ideal. No início investigaram a possibilidade dos litorais português e francês, mas rejeitaram estes em favor de Huelva, no sul da Espanha, seguindo um conselho do Hidrógrafo da Marinha sobre marés e correntezas mais adequadas para garantir que o corpo chegasse em terra no local desejado. Montagu depois disse que a escolha de Huelva também se deu porque "havia um agente alemão bem ativo ... que tinha excelentes contatos com certos espanhóis, tanto autoridades quanto outros". Este agente era Adolf Clauss, um membro da Abwehr e filho do cônsul alemão, tendo operado sob o disfarce de um técnico de agricultura; ele era um agente eficiente e eficaz. Huelva também foi escolhida porque Francis Haselden, o vice-cônsul britânico na cidade, era "um homem confiável e prestativo".
O corpo supostamente seria uma vítima de acidente aéreo e foi decidido que era muito arriscado tentar simular um acidente no mar usando sinalizadores e outros dispositivos. Hidroaviões e navios de superfície foram descartados por serem problemáticos, assim um submarino foi escolhido como o método para entregar o corpo. Este precisaria ficar dentro do submarino para que pudesse ser transportado, pois qualquer recipiente externo precisaria ser construído com uma cobertura tão espessa que alteraria a linha de flutuação da embarcação. O recipiente precisaria ser hermético e manter o corpo o mais fresco possível durante a jornada. Spilsbury deu os requisitos médicos e Cholmondeley entrou em contato com Charles Fraser-Smith do Ministério do Abastecimento para a produção, com o recipiente tendo sido rotulado com "Manuseie com cuidado: instrumentos óticos".
Os Chefes do Estado-Maior fizeram uma reunião em 13 de abril e concordaram que o plano deveria prosseguir. O tenente-coronel John Bevan, o chefe da Seção de Controle de Londres que controlava o planejamento e coordenação de operações de desinformação, foi enviado para conseguir aprovação final de Churchill. Bevan se encontrou dois dias depois com o primeiro-ministro – que estava na cama, vestido com um roupão e fumando um charuto – nos seus aposentos no Escritório do Gabinete. Ele avisou Churchill que existiam vários aspectos que poderiam dar errado, incluindo os espanhóis devolverem o corpo sem lerem os documentos. O primeiro-ministro respondeu com "neste caso, teremos que voltar com o corpo e nadar de novo". Churchill aprovou a operação, mas delegou a confirmação final a Eisenhower, o comandante militar geral do Mediterrâneo, cujo plano de invadir a Sicília seria afetado. Bevan enviou um telegrama codificado para o quartel-general de Eisenhower na Argélia pedindo aprovação, recebendo-a em 17 de abril.

## Execução

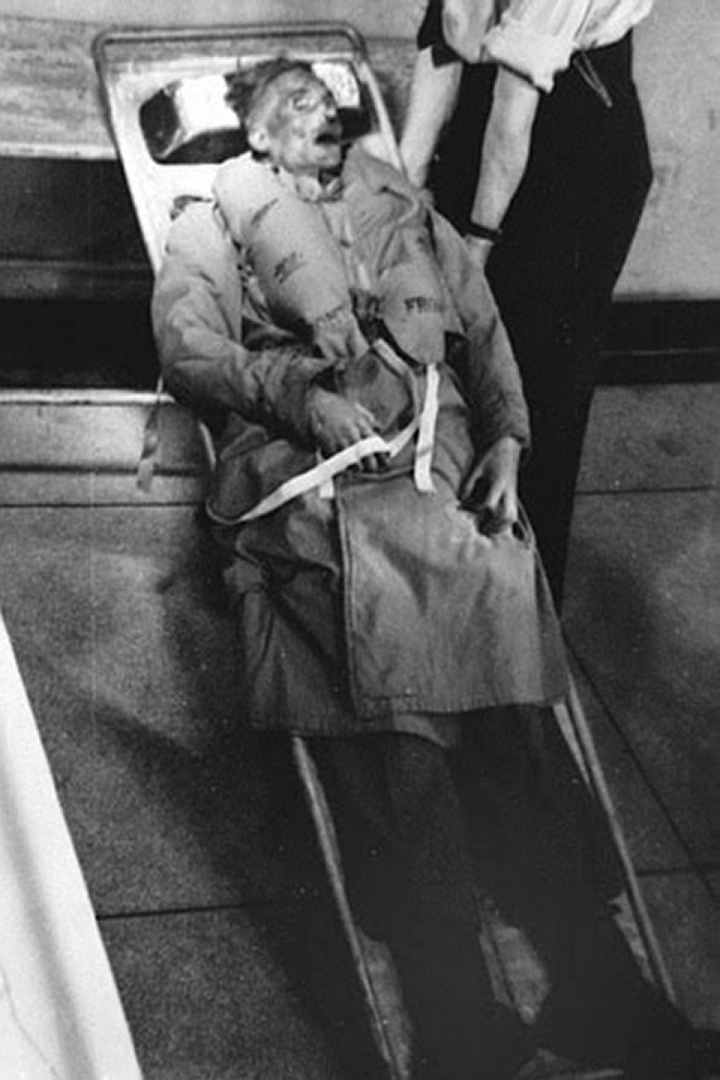
O corpo de Michael vestido como Martin antes de ser colocado no recipiente

O corpo de Michael foi vestido como Martin na madrugada de 17 de abril, porém houve um problema de última hora: seus pés tinham congelado. Purchase, Montagu e Cholmondeley não conseguiam colocar as botas, assim um aquecedor elétrico foi trazido e os pés descongelados o suficiente. O lixo de bolso foi colocado e a maleta presa. O corpo foi colocado no recipiente, que foi preenchido com 9,5 quilogramas de gelo seco e selado. Quando o gelo seco sublimou, ele preencheu o recipiente com dióxido de carbono e expulsou o oxigênio, desta forma preservando o corpo sem refrigeração. O recipiente foi colocado dentro de uma van Fordson 1937 pertencente a St John Horsfall, um motorista do Serviço de Segurança que tinha sido um campeão de automobilismo antes da guerra. Cholmondeley e Montagu viajaram na parte de trás da van, que fez o caminho para Greenock, no oeste da Escócia, durante a noite. No local o recipiente foi transferido para o submarino HMS Seraph, que estava se preparando para atuar no Mediterrâneo. O tenente Normal Jewell, o oficial comandante do Seraph, e sua tripulação tinham experiência em operações especiais. Jewell disse para os tripulantes que o recipiente continha um dispositivo meteorológico que seria implantado próximo da Espanha.
O Seraph zarpou em 19 de abril e chegou perto do litoral de Huelva em 29 de abril, tendo sido bombardeado duas vezes durante o caminho. Ele passou o dia fazendo o reconhecimento da área e emergiu às 4h15min do dia 30. Jewell mandou que o recipiente fosse trazido para o convés e enviou todos os tripulantes para dentro da embarcação exceto os oficiais. Eles abriram o recipiente e colocaram o corpo na água. Jewell leu o Salmo 39 e ordenou que os motores fossem colocados em ré a todo vapor, com as hélices empurrando o corpo em direção do litoral. O recipiente foi embarcado de novo e o submarino viajou dezenove quilômetros para longe da onde tinha emergido, então o recipiente foi jogado no mar. Foi alvejado por projéteis de metralhadora para que afundasse, porém isto fracassou pois ainda havia ar preso no isolamento, assim ele foi afundado com explosivos plásticos. Jewell em seguida enviou uma mensagem ao Almirantado dizendo "Carne Moída finalizada", então seguiu para Gibraltar.

## Espanha e desdobramentos
O corpo do "major Martin" foi encontrado por um pescador local por volta das 9h30min de 30 de abril; soldados espanhóis o levaram para Huelva, onde foi entregue a um juiz naval. Os espanhóis informaram Haselden oficialmente, com ele relatando ao Almirantado que o corpo e a maleta tinham sido encontrados. Uma série de despachos diplomáticos pré-arranjados foram trocados entre Haselden e seus superiores por vários dias. Os britânicos sabiam que essas mensagens estavam sendo interceptadas e que, mesmo elas sendo codificadas, os alemães sabiam o código. As mensagens transmitiam a história de que Haselden precisava recuperar a maleta porque ela era importante.
Uma autópsia foi realizada ao meio-dia de 1º de maio; Haselden estava presente e, com o objetivo de minimizar a possibilidade dos dois médicos espanhóis descobrirem que estavam lidando com um cadáver de três meses, perguntou se, diante do calor do dia e do cheiro do corpo, os médicos poderiam encerrar a autópsia mais cedo e todos irem almoçar. Eles concordaram e assinaram um atestado de óbito para William Martin que dizia que ele tinha morrido por "asfixia por imersão no mar". O corpo foi liberado e, como Martin, enterrado no dia seguinte na seção São Marcos do Cemitério de Nossa Senhora da Solidariedade em Huelva com todas as honras militares.

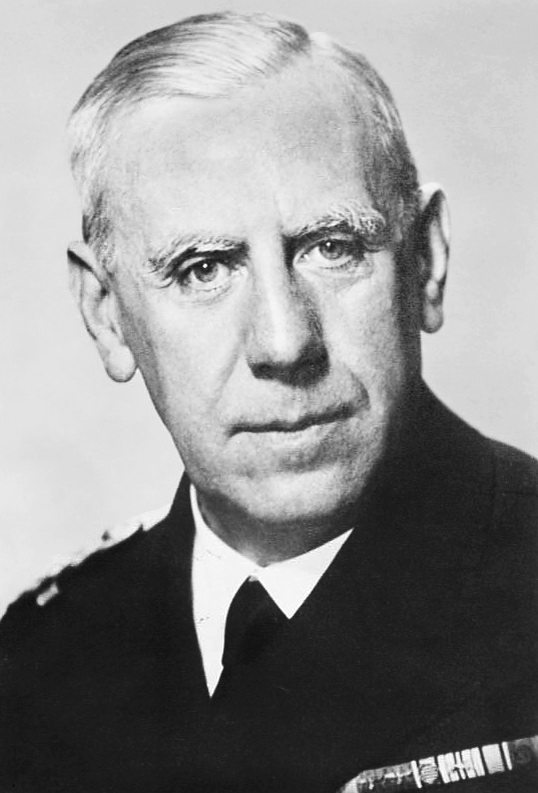
Canaris, o chefe da Abwehr, que interviu para obter os documentos da Operação Carne Moída

A Armada Espanhola reteve a maleta e, apesar da pressão de Clauss e agentes da Abwehr, ela ou seus conteúdos não foram entregues aos alemães. A maleta foi passada em 5 de maio para o quartel-general naval em San Fernando para que fosse repassada para Madri. Os conteúdos foram fotografados em San Fernando por simpatizantes alemães, mas as cartas não foram abertas. A maleta se tornou o foco de Karl-Erich Kühlenthal, um dos principais agentes da Abwehr na Espanha, assim chegou em Madri. Ele pediu que o almirante Wilhelm Canaris, o chefe da Abwehr, intervisse pessoalmente para persuadir os espanhóis a entregarem os documentos. Os espanhóis cederam e removeram o papel ainda úmido enrolando-o firmemente em torno de uma sonda em um formato cilíndrico e então puxando-o para fora entre o corpo e a aba do envelope, que ainda estava selada com um selo de cera. As cartas foram secadas e fotografadas, em seguida enxarcadas com água salgada por 24 horas e então reinseridas nos envelopes, sem o cílio que tinha sido implantado. A informação foi repassada para os alemães no dia 8. Elas eram consideradas tão importantes pelos agentes da Abwehr na Espanha que Kühlenthal levou os documentos pessoalmente para a Alemanha.
A maleta e todos os seus documentos foram entregues a Halseden por autoridades espanholas em 11 de maio; Halseden a repassou para Londres por mala diplomática. Os documentos passaram por exames forenses ao serem recebidos, com a ausência do cílio sendo percebida. Mais análises mostraram que as fibras do papel tinham sido danificadas ao serem dobradas mais de uma vez, o que confirmava que as cartas tinham sido abertas e lidas. Mais testes foram feitos enquanto os papéis, que ainda estavam molhados ao chegarem em Londres, eram secados: o papel dobrado secava no formato enrolado que os espanhóis o tinham extraído do envelope. Para acalmar quaisquer temores alemães em potencial de que suas atividades tinham sido descobertas, outra mensagem pré-arranjada foi enviada para Haselden afirmando que os envelopes tinham sido analisados e que não tinham sido abertos; o vice-cônsul vazou essa informação para espanhóis conhecidos por serem simpatizantes alemães.
A última prova de que os alemães tinham recebido as informações das cartas veio em 14 de maio, quando uma comunicação alemã enviada nos sinais de inteligência Ultra foi decodificada pelos britânicos. A mensagem tinha sido enviada dois dias antes e avisava que uma invasão Aliada estava sendo planejada para os Bálcãs com um despiste no Dodecaneso. O brigadeiro Leslie Hollis, o secretário do Comitê dos Chefes do Estado-Maior, enviou uma mensagem para Churchill, que na época estava nos Estados Unidos, dizendo: "Carne moída engolida com vara, linha e chumbada pelas pessoas certas e pelas melhores informações parecem estar agindo de acordo".
Montagu continuou a desinformação a fim de reforçar a existência de Martin e incluiu seus detalhes na lista de baixas britânicas publicada em 4 de junho no jornal The Times. Por coincidência, foram publicadas no mesmo dia os nomes de dois outros oficiais que tinham morrido em acidentes aéreos no mar, enquanto junto com a lista estava uma notícia que o voo em que estava o ator Leslie Howard tinha sido abatido pela Luftwaffe no Golfo da Biscaia; essas duas histórias reforçavam a credibilidade da história de Martin.

## Reação alemã
O grande almirante Karl Dönitz se encontrou com Hitler em 14 de maio para discutir a recente viagem do primeiro à Itália, seu encontro com o ditador italiano Benito Mussolini e o andamento geral da guerra. Dönitz, fazendo referência aos documentos da Operação Carne Moída como a "ordem anglo-saxã", registrou:
| “ | O Líder não concorda com ... [Mussolini] que o ponto mais provável de invasão seja a Sicília. Além disso, ele acredita que a recém descoberta ordem anglo-saxã confirma a presunção de que os ataques planejados serão direcionados principalmente contra a Sardenha e o Peloponeso. | ” |

Hitler informou Mussolini que a Grécia, Sardenha e Córsega precisavam ser defendidas "a todos os custos" e que tropas alemãs seriam as melhores para isso. Ele ordenou que a experiente 1ª Divisão Blindada fosse transferida da França para Salonica, na Grécia. Essa ordem foi interceptada e decodificada em 21 de maio. O número de tropas alemãs na Sardenha dobrou até o final de junho para dez mil, com caças também sendo colocados como suporte. Barcos torpedeiros foram transferidos da Sicília para a Grécia. Sete divisões também foram enviadas para a Grécia, aumentando o número total para oito, enquanto dez foram para os Bálcãs, aumentando o total para dezoito.
Os Aliados invadiram a Sicília em 9 de julho. Mensagens alemãs decodificadas mostraram que 21 aeronaves deixaram a Sicília para reforçar a Sardenha até quatro horas depois da invasão ter começado. Hitler continuou convencido que um ataque contra os Bálcãs era iminente durante um tempo considerável, chegando e enviar o general-marechal de campo Erwin Rommel para Salonica no final de julho com o objetivo de preparar a defesa da região. Já era tarde demais quando o alto comando alemão percebeu seu erro.

## Consequências

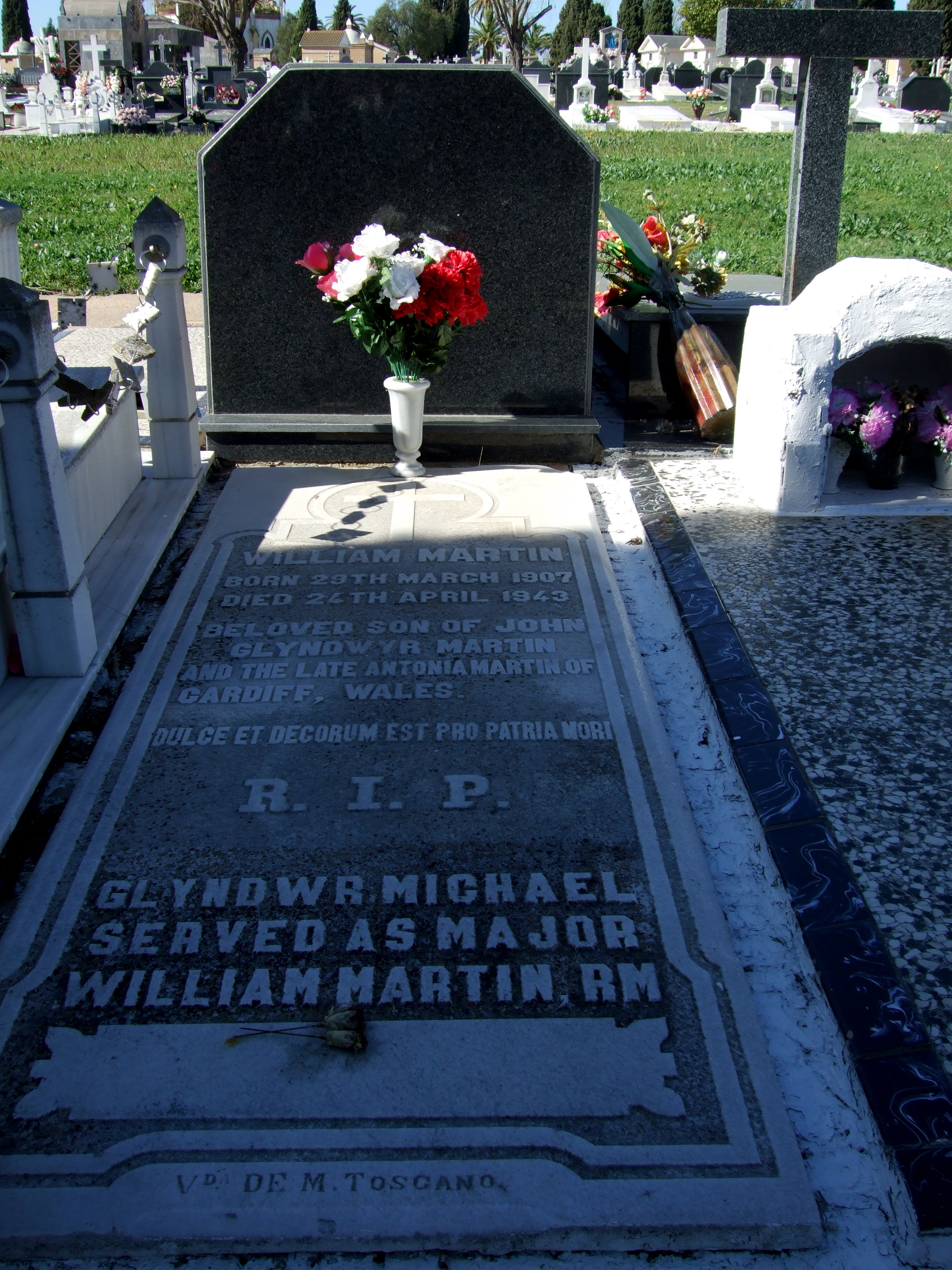
O túmulo de Glyndwr Michael em Huelva

Em 25 de julho, enquanto a batalha pela Sicília prosseguia desfavoravelmente para o Eixo, o Grande Conselho do Fascismo votou por limitar os poderes de Mussolini e entregar o controle das forças armadas italianas para o rei Vítor Emanuel III. Mussolini e Vítor Emanuel se encontraram no dia seguinte, com o primeiro sendo demitido do cargo de presidente do conselho de ministros e preso algumas horas depois. Um novo governo foi formado e iniciou negociações secretas com os Aliados. A Sicília foi conquistada em 17 de agosto, com uma força de 65 mil segurando quatrocentos mil soldados anglo-americanos por tempo suficiente para que a maioria dos alemães evacuassem para a Itália continental.
O historiador militar Jon Latimer comentou que a relativa facilidade com que os Aliados capturaram a Sicília não pode ser creditada inteiramente à Operação Carne Moída ou mesmo para a mais ampla Operação Barclay. Ele identificou outros fatores, incluindo a desconfiança que Hitler tinha dos italianos e sua relutância em arriscar tropas alemãs ao lado de italianas que poderiam estar à beira de uma rendição geral. O historiador militar Michael Howard, apesar de descrever Carne Moída como "talvez a operação única de desinformação mais bem sucedida de toda a guerra", considerou que ela e Barclay tiveram um impacto menor no transcorrer da campanha da Sicília do que a "obsessão congênita [de Hitler] com os Bálcãs". Macintyre escreveu que o impacto exato de Carne Moída é impossível de ser calculado. Os britânicos esperavam sofrer dez mil mortos ou feridos durante a primeira semana de combate, mas as baixas foram apenas um sétimo disso; a Marinha Real esperava que trezentos navios fossem afundados em ação, mas apenas doze foram perdidos. Uma campanha prevista para durar noventa dias terminou em 38.
Smyth afirmou que, como consequência da Operação Husky, Hitler suspendeu em 13 de julho uma ofensiva contra Kursk. Isto foi em parte por causa do desempenho do Exército Vermelho, mas também porque ainda acreditava que a invasão da Sicília era um despiste em antecedência para a invasão dos Bálcãs, assim queria ter tropas disponíveis para serem rapidamente enviadas para a região. Smyth destacou que uma vez que Hitler entregou a iniciativa aos soviéticos, ele nunca mais conseguiu reconquistá-la.

## Legado
Montagu foi nomeado um Oficial da Ordem do Império Britânico em 1944 por sua participação da Operação Carne Moída, Cholmondeley foi nomeado um Membro da Ordem em 1948 por elaborar a operação. Duff Cooper, um ex-membro do gabinete que tinha sido informado sobre a operação em março de 1943, publicou em 1950 o romance de espionagem Operation Heartbreak, cujo enredo incluía um corpo, com cartas o nomeando como William Maryngton, sendo deixado no litoral da Espanha com documentos para enganar os alemães. Os serviços de segurança acharam que a melhor resposta a esse romance era publicar a história de Carne Moída. Montagu escreveu o livro The Man Who Never Was durante um único fim de semana, com ele vendendo duas milhões de cópias ao ser lançado em 1953 e servindo de base para um filme homônimo de 1956. Montagu não recebeu liberdade total para revelar os detalhes operacionais, com ele tendo cuidado de não mencionar o papel que a criptografia desempenhou em confirmar que a operação tinha sido um sucesso. Montagu também teve o cuidado de obscurecer "a ideia de um programa organizado de desinformação estratégica ... com Carne Moída sendo apresentada como uma 'aventura' única e maluca". Ele publicou em 1977 o livro Beyond Top Secret U, uma autobiografio dos seus tempos de guerra que dava mais detalhes sobre Carne Moída, dentre outras operações. O jornalista Ben Macintyre publicou em 2010 o livro Operation Mincemeat, uma história completa da operação.
O episódio "The Man Who Never Was" de 1956 do programa de rádio The Goon Show se passava na Segunda Guerra Mundial e tinha um microfilme aparecendo em uma praia dentro de uma bota alemã. A peça de teatro Operation Mincemeat, escrita por Adrian Jackson e Farhana Sheikh, foi encenada pela companhia Cardboard Citizens em 2001 e centrava da vida de Michael como mendigo. O escritor W. E. B. Griffin representou a Operação Carne Moída como uma operação estadunidense do Escritório de Serviços Estratégicos em seu livro The Double Agents de 2008. Personagens ficcionais foram misturados com reais como Fleming e os atores David Niven e Peter Ustinov.
A história da operação serviu de base para o musical Dead in the Water de 2014, apresentado em vários festivais no Reino Unido no decorrer de 2014. No ano seguinte, a companhia de teatro galesa Theatr na nÓg fez uma produção de Y dyn na fu erioed, um musical baseado na operação e na infância de Michael em Aberbargoed. A peça foi encenada por crianças de Caerphilly durante o festival de literatura Eisteddfod yr Urdd. Outro musical chamado Operation Mincemeat foi inicialmente encenado em 2019 no New Diorama Theatre em Londres, passando para o Fortune Theatre em 2023. A minissérie Fleming: The Man Who Would Be Bond de 2014 dramatizou alguns aspectos da Operação Carne Moída e a conexão de Fleming com ela. O filme Operation Mincemeat estreou em 2022, com Colin Firth e Matthew Macfadyen no elenco.
A Comissão de Túmulos de Guerra da Comunidade Britânica assumiu a responsabilidade pelo túmulo de Martin em Huelva em 1977. A comissão adicionou a inscrição "Glyndwr Michael serviu como Major William Martin RM" em 1997. A Sociedade Judaica Americana pela Preservação Histórica, trabalhando em parceria com a Associação de Ex-Soldados e Soldadas Judaicos e o bairro londrino de Hackney, colocaram um memorial no Necrotério de Hackney em novembro de 2021.